# Rhombophryne ellae
Rhombophryne ellae — вид жаб родини карликових райок (Microhylidae). Описаний у 2020 році.

## Назва
Вид названо на честь нідерландської герпетологині Елли Латтенкамп.

## Поширення
Ендемік Мадагаскару. Відомий лише з Національного парку Монтань-д'Амбре на півночі острова. Мешкає у тропічному вологому лісі на висоті 890 м.

## Опис
Жаба завдовжки 25 мм.